# Skellefteå stadshotell
Skellefteå stadshotell är ett stadshotell i Skellefteå. Hotellet har, sedan det invigdes 1863, legat på Stationsgatan 8 (Hjorten 7 i Kvarteret Hjorten) i centrala Skellefteå. Den ursprungliga byggnaden har dock rivits och ersatts av en ny. Den nya byggnaden har med tiden byggts på och blivit högre.  

## Historia
Skellefteå stadshotell grundades 1863, då även dess restaurang invigdes.

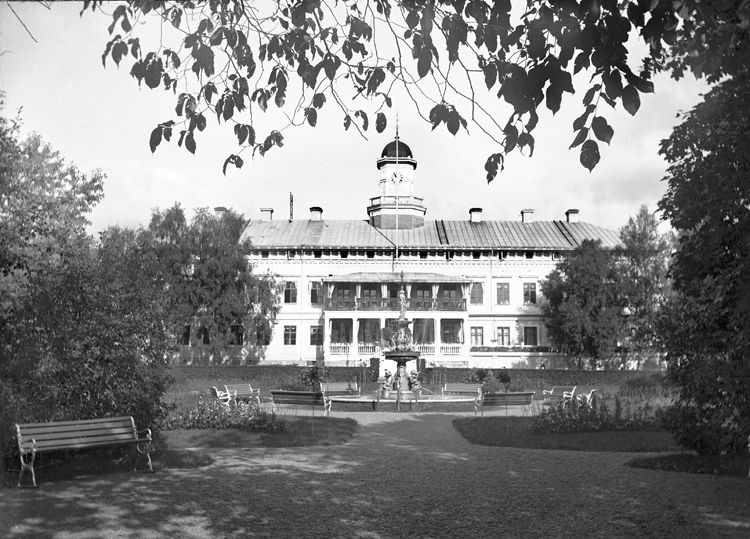
Stadshuset i Skellefteå år 1900, med fontänen Johanna nyuppförd strax före sekelskiftet.

Det låg i samma byggnad som dåvarande stadshuset, i Kvarteret Hjorten. Under 1950-talet revs byggnaden och ett nytt stadshus byggdes upp på samma plats. Även i det nya stadshuset fanns utrymme för stadshotell och restaurang. Således invigdes "Nya Skellefteå stadshotell" 1956. Hotellet genomgick en totalrenovering åren 2005 till 2006 och två år senare invigdes hotellets spa. År 2010 inkluderades Skellefteå stadshotell i Best Western. Det utgjordes då av 88 hotellrum. Samma vår annonserade Skellefteå kommun ut stadshotellet genom mäklarfirman Husman Hagberg. Kommunstyrelsens arbetsutskott meddelade att deras förslag var att sälja hotellet till Hilding Holmqvist för 10 miljoner kronor, vilket också blev fallet.

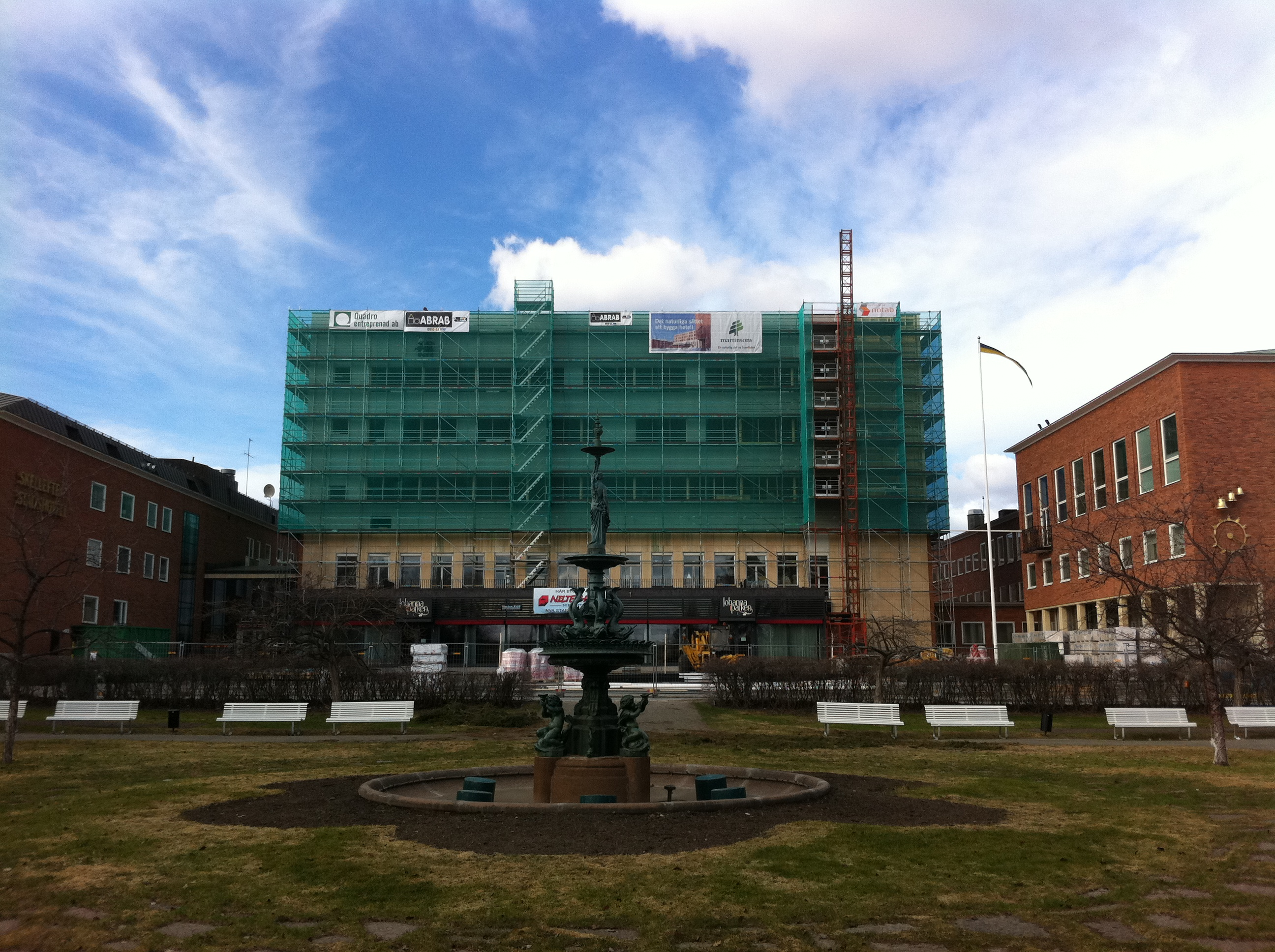
Hotellet byggdes ut 2011.

Året därpå, 2011, offentliggjordes att hotellet skulle byggas ut. För stommen i trä stod Martinsons. Totalt gjordes en tillbyggnad om tre våningsplan à 700 m2. Plan ett blev konferenslokaler med plats för 1 000 personer, plan två fick 16 sviter och översta planet fick spa, bastu och relaxavdelning samt åtta sviter. Målet med utbyggnaden var att bredda målgruppen.

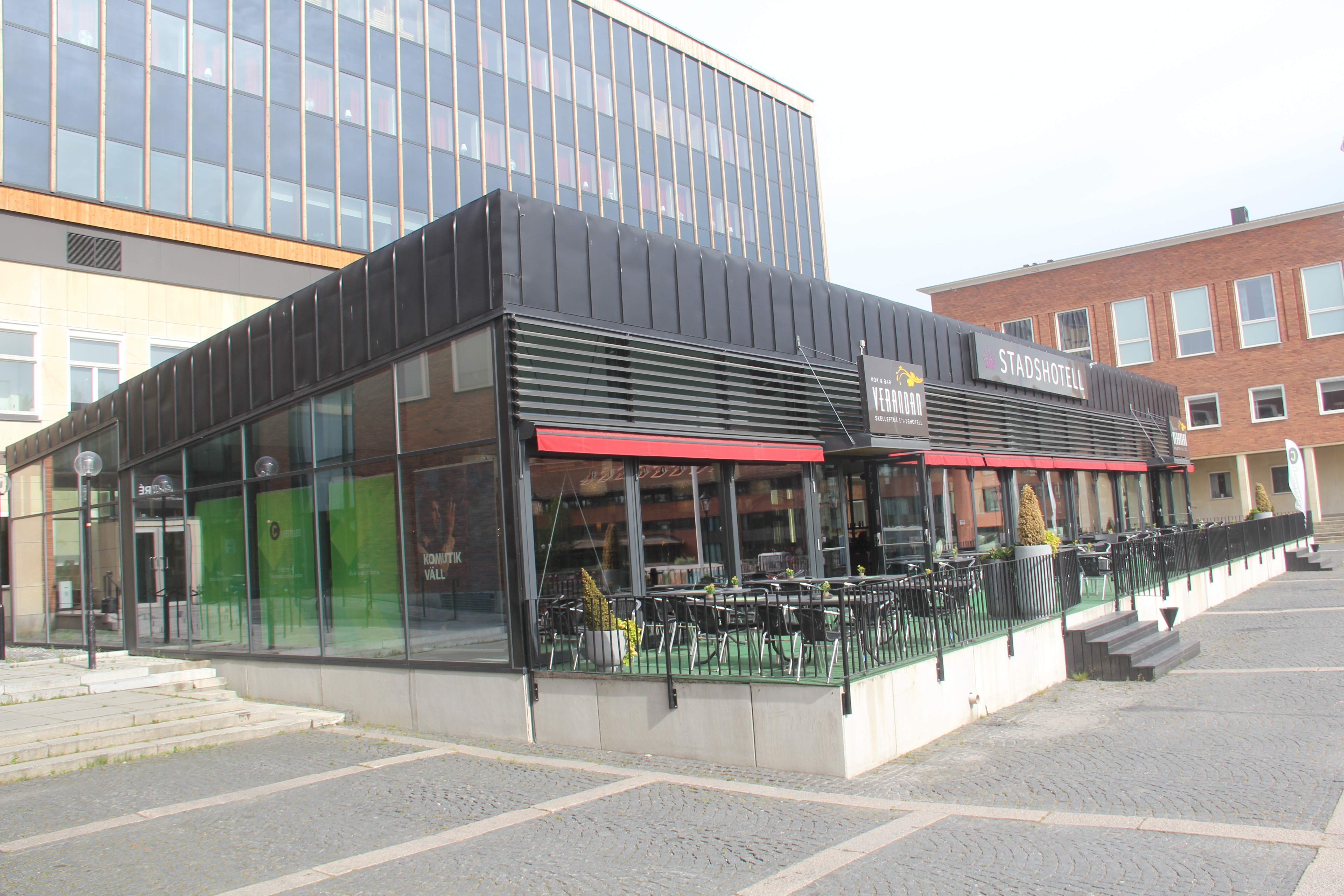
Skellefteå stadshotell efter utbyggnaden (2013).

Hilding Holmqvist sålde verksamheten till Kristoffer Lundström 2015, men köpte tillbaka verksamheten 2019.
I juni 2023 meddelades att hotellet skulle byta namn och koncept till Comfort Hotel Skellefteå. Totalt fanns då 206 rum, vilket gjorde hotellet till Skellefteås största hotell.